# Lanquetot
Lanquetot ist eine französische Gemeinde mit 1.147 Einwohnern (Stand: 1. Januar 2022) im Département Seine-Maritime in der Region Normandie. Sie gehört zum Arrondissement Le Havre und zum Kanton Bolbec.

## Geographie
Lanquetot liegt etwa 28 Kilometer ostnordöstlich von Le Havre im Pays de Caux. Lanquetot wird umgeben von den Nachbargemeinden Raffetot im Norden, Bolleville im Osten und Nordosten, Beuzevillette im Osten und Südosten, Gruchet-le-Valasse im Süden und Südwesten sowie Bolbec im Westen.

## Bevölkerungsentwicklung
| 1962                      | 1968 | 1975 | 1982 | 1990 | 1999 | 2006 | 2013 |
| ------------------------- | ---- | ---- | ---- | ---- | ---- | ---- | ---- |
| 713                       | 824  | 907  | 1063 | 1000 | 1004 | 1014 | 1101 |
| Quelle: Cassini und INSEE |      |      |      |      |      |      |      |

## Sehenswürdigkeiten
- Kirche Saint-Aubin aus dem 11. Jahrhundert